# Ara Bungong
Ara Bungong is een bestuurslaag in het regentschap Bireuen van de provincie Atjeh, Indonesië. Ara Bungong telt 546 inwoners (volkstelling 2010).